# Dead & Company

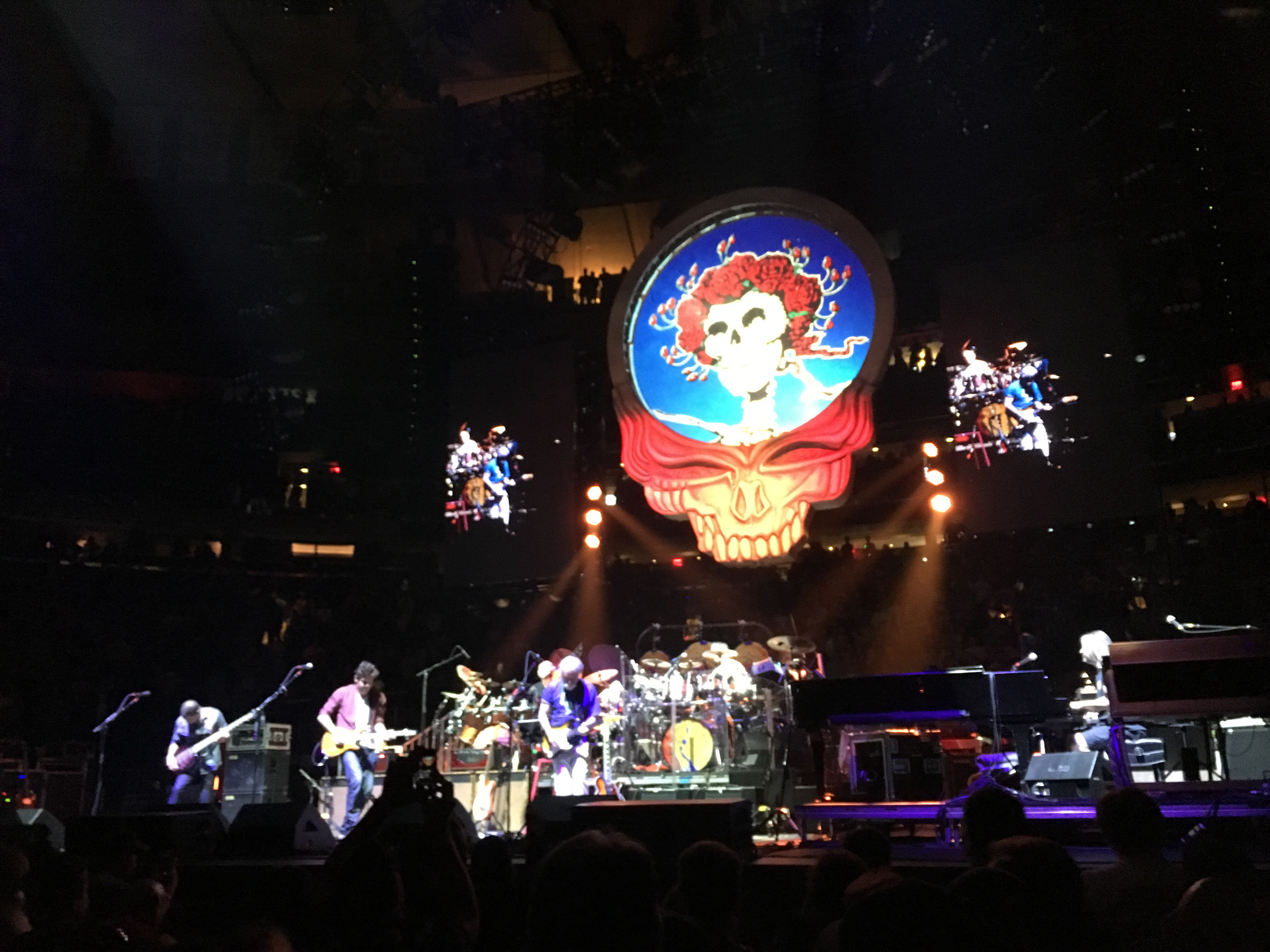
Dead & Company, New York, Madison Square Garden, 2015

Dead & Company ist eine US-amerikanische Rockband, in der die ehemaligen Musiker der Band Grateful Dead (kurz „Dead“) Bob Weir (Gitarre), Mickey Hart (Schlagzeug) und Bill Kreutzmann (Schlagzeug) zusammen mit John Mayer (Gitarre), Oteil Burbridge (Bass/Schlagzeug) und Jeff Chimenti (Keyboards) spielen.

## Geschichte
2015 lud John Mayer, ein großer Fan der Musik von Grateful Dead, den Dead-Gitarristen Bob Weir zu gemeinsamen Studioaufnahmen ein. Während die vier noch lebenden Dead-Musiker Weir, Hart, Kreutzmann und Phil Lesh (Bass) im Juni und Juli 2015 unter dem Titel „Fare Thee Well“ eine Reihe von Konzerten zum 50. Jahrestag der Gründung von Grateful Dead gaben, arbeitete Mayer sich in den umfangreichen Katalog von Dead-Songs ein. Im August 2015 gründeten Mayer, Weir, Hart und Kreutzmann zusammen mit Jeff Chimenti und Oteil Burbridge die Band „Dead & Company“; Phil Lesh lehnte seine Teilnahme ab. Zunächst war  Mike Gordon von Phish als Bassist vorgesehen, musste jedoch aufgrund anderer Verpflichtungen absagen.
Nach einem ersten Konzert im Madison Square Garden in New York gingen Dead & Company erstmals auf Tour. Seitdem gab es mehrere Tourneen durch die Vereinigten Staaten und Auftritte bei größeren Festivals wie dem Bonnaroo Music Festival (2016) und dem Locknʼ Festival (2018).

## Bandmitglieder
- Bob Weir – Rhythmusgitarre, Gesang
- Bill Kreutzmann – Schlagzeug
- Mickey Hart – Percussion, Schlagzeug
- John Mayer – Leadgitarre, Gesang
- Oteil Burbridge – Bass, Percussion, Gesang
- Jeff Chimenti – Keyboards, Gesang